# SIDstation

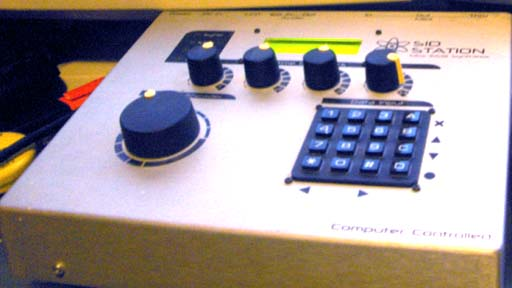
SIDstation

Die SIDstation ist ein MIDI-steuerbarer Synthesizer der auf dem Soundchip des Commodore 64, dem MOS6581 (SID) basiert. Mit der SIDstation kann der bekannte Originalsound des C64 in eigenen Kompositionen verwendet werden, ohne einen C64 zu besitzen oder bedienen zu können. Die SIDstation wurde ab 1998 von der schwedischen Firma Elektron hergestellt.
Der für alte Videospiele charakteristische Klang von Kernkraft 400 verhalf Zombie Nation zu einem durchschlagenden Erfolg. Der intensive Einsatz einer SIDstation ist das besondere Kennzeichen der Metal-Band Machinae Supremacy, die auch viele Remixes von alten C-64 Spiele-Tunes in einer Hardrock-Version spielt. Weitere Popgrößen, die zur Erzeugung ihres C-64-Klangs auf die SIDstation zurückgreifen, sind unter anderem Madonna, Trent Reznor von Nine Inch Nails, Timbaland, Daft Punk, The Prodigy, Depeche Mode, Linkin Park, Robyn oder David Guetta.